# Браса (платформа)
Бра́са (латыш. Brasa) — железнодорожный остановочный пункт и путевой пост в Риге, на электрифицированной линии Земитаны — Скулте, при развилке с направлениями на Лугажи и Рига-Краста. Открыт в 1872 году.

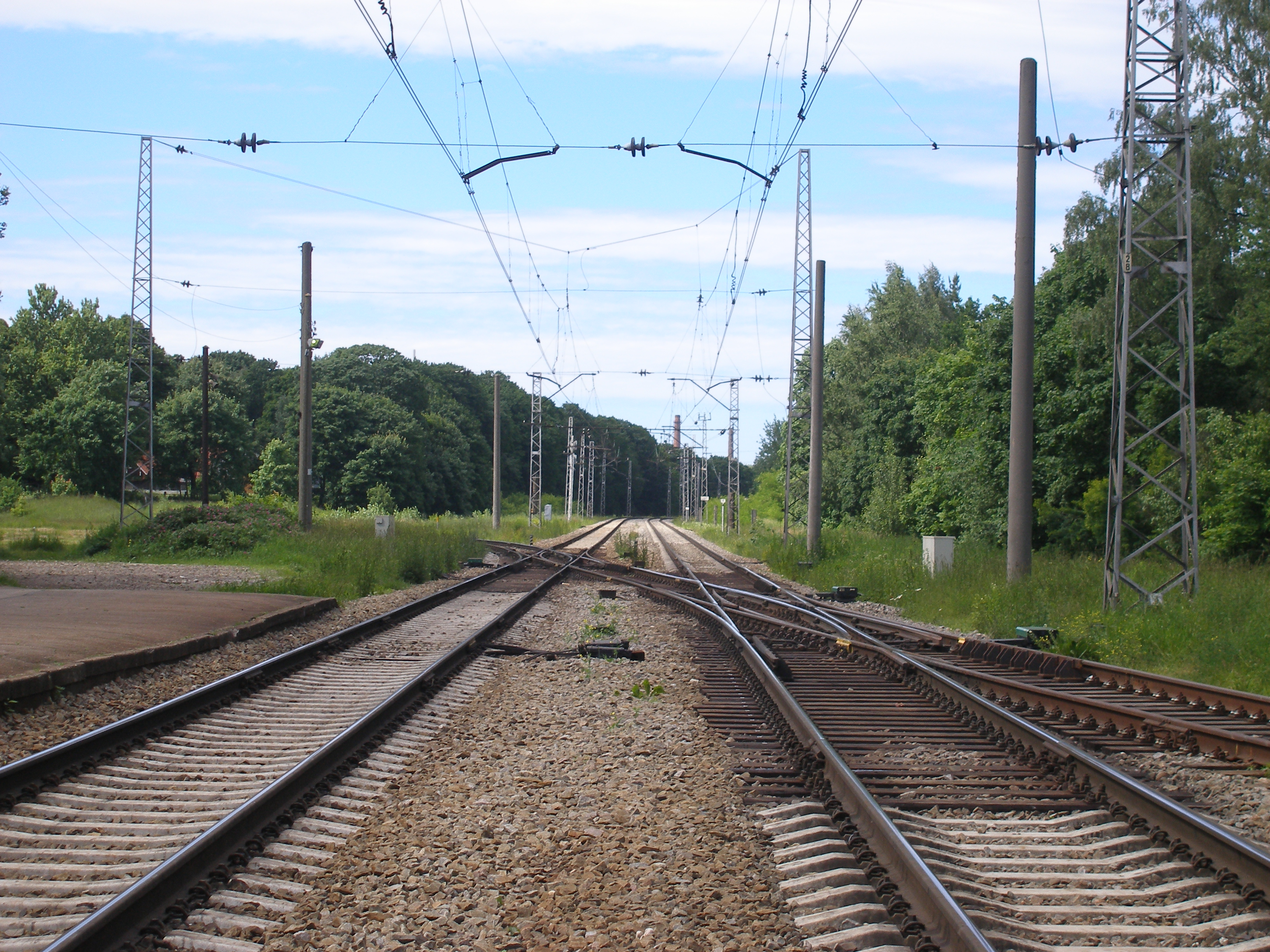
Пересечение линий Земитаны — Скулте (двухпутная) и Чиекуркалнс — Рига-Краста (однопутная).

## Описание
Путевой пост находится между станциями: Земитаны, Чиекуркалнс, Саркандаугава и Рига-Краста. Здесь же располагается одноимённый остановочный пункт на линии Рига — Скулте, в 6 км от станции Рига-Пассажирская. Железная дорога у платформы Браса отделяет микрорайон Браса от Чиекуркалнса.
Через Брасу проходят грузовые поезда в сторону станций Мангали и Рига-Краста, а также в направлении станции Чиекуркалнс, на Лугажи (минуя остановочный пункт).